# Danh sách nhà triết học tiếng Đức
Đây là danh sách bao gồm các triết gia từ vùng tiếng Đức đồng văn, các cá nhân có những công trình triết học được xuất bản bằng tiếng Đức. Nhiều cá nhân được phân loại là triết gia người Đức hoặc triết gia người Áo, nhưng một số không phải là người Đức hoặc người Áo theo chủng tộc hoặc quốc tịch. Nhiều cái tên được trích dẫn từ các nguồn tài liệu sau đây:
- (Cambridge) The Cambridge Dictionary of Philosophy, (Ấn bản thứ 2). Cambridge University Press; 1999. ISBN 0-521-63722-8
- (Macmillan) Encyclopedia of Philosophy của Macmillan, Ấn bản thứ 1 (Paul Edwards, chủ biên), 1973. 
  - (Macmillan2) Ấn bản thứ 2 (Donald M. Borchert, chủ biên), 2006, ISBN 0-02-865780-2
- (Metzler) Metzler Philosophen Lexikon: von den Vorsokratikern bis zu den Neuen Philosophen, Ấn bản thứ 3, Bernd Lutz (Stuttgart: Metzler, 2003). ISBN 3-476-01953-5
- (Oxford 1995) The Oxford Companion to Philosophy. Oxford University Press, 1995, ISBN 0-19-866132-0. 
  - (Oxford 2005) 2005, ISBN 0-19-926479-1
- (Routledge 1998) Routledge Encyclopedia of Philosophy. Routledge, 1998, ISBN 0-415-16917-8. 
  - (Routledge 2000) Concise Routledge Encyclopedia of Philosophy. Routledge, 2000, ISBN 0-415-22364-4
- (Stanford) Được bình duyệt trực tuyến Stanford Encyclopedia of Philosophy.
  - (Sassen) Brigitte Sassen. "18th Century German Philosophy Prior to Kant" trong Stanford Encyclopedia of Philosophy
- (Metzler) Metzler Philosophen Lexikon năm 1995, ISBN 3-476-01428-2)
- Biographische Enzyklopädie deutschsprachiger Philosophen. Dựa trän  ›Deutschen Biographischen Enzyklopädie‹  do Walther Killy và Rudolf Vierhaus biên tập, hiệu đính bởi Bruno Jahn. De Gruyter – Saur, München 2001, ISBN 3-598-11430-3. – Đánh giá sách

Đây là một danh sách chưa hoàn tất, và có thể sẽ không bao giờ thỏa mãn yêu cầu hoàn tất. Bạn có thể đóng góp bằng cách mở rộng nó bằng các thông tin đáng tin cậy.

## A
- Thomas Abbt (1738–1766) (Macmillan)
- Günter Abel (* 1947), Homberg
- Karl Acham (* 1939), Leoben, Steiermark
- Erich Adickes (1866–1928), Bremen
- Theodor W. Adorno (1903–1969), Frankfurt am Main (Cambridge; Macmillan2; Oxford 1995; Routledge 2000)
- Magdalena Aebi (1898–1980)
- Hans Albert (* 1921), Köln
- Johannes Althusius (~1563–1638), Diedenshausen
- Anton Wilhelm Amo (* k. 1703 – khoảng 1753) Nkubeam bei Axim, heute Ghana
- Günther Anders (1902–1992), Breslau[1]
- Arno Anzenbacher (* 1940), Mainz
- Karl-Otto Apel (1922–2017), Düsseldorf (Macmillan2)
- Ernst Friedrich Apelt (1812–1859), Reichenau
- Ernst von Aster (1880–1948), Berlin
- Hannah Arendt (1906–1975), Linden (Macmillan2)
- Andreas Arndt (* 1949), Wilhelmshaven
- Richard Avenarius (1843–1896), Paris (Cambridge; Macmillan2; Oxford 1995; Routledge 2000)

## B
- Franz Xaver von Baader (1765–1841), München (Macmillan2)
- Johann Jakob Bachofen (1815–1887) (Macmillan2)
- Johann Bernhard Basedow (1723–1790) (Macmillan2)
- Alfred Baeumler (1887–1968), Neustadt an der Tafelfichte (Böhmen)
- Arno Baruzzi (1935–2016), Singen am Hohentwiel
- Bruno Bauch (1877–1942), Groß-Nossen
- Bruno Bauer (1809–1882), Eisenberg (Oxford 1995)
- Jakob Sigismund Beck (1761–1840) (Macmillan2)
- Alexander Gottlieb Baumgarten (1714–1762), Berlin
- Eduard Baumgarten (1898–1982), Freiburg
- Hans Michael Baumgartner (1933–1999), München
- Erich Becher (1882–1929), Reinshagen
- Heinrich Beck (* 1929), München
- Oskar Becker (1889–1964), Leipzig
- Werner Becker (1937–2009), Lauterbach
- Ansgar Beckermann (* 1945), Bielefeld
- Siegfried Behn (1884–1970), Hamburg
- Balthasar Bekker (1634–1698), Amsterdam
- Michael Benedikt (1928–2012), Wien
- Friedrich Eduard Beneke (1798–1854), Berlin (Cambridge; Macmillan2)
- Walter Benjamin (1892–1940), Berlin (Macmillan2; Oxford 1995; Routledge 2000)
- Max Bense (1910–1990), Straßburg
- Wilhelm Raimund Beyer (1902–1990), Nürnberg
- Walter Biemel (1918–2015), Kronstadt
- Günther Bien (* 1936), Mönchengladbach
- Peter Bieri (1944–2023), Bern
- Ernst Bloch (1885–1977), Ludwigshafen (Cambridge; Macmillan2; Routledge 2000)
- Hans Blumenberg (1920–1996), Lübeck (Metzler)
- Ludwig Boltzmann (1844–1906) (Oxford 1995)
- Heribert Boeder (1928–2013), Adenau
- Franz Böhm (1903–1946), München
- Jakob Böhme (1575–1624), Görlitz
- Otto Friedrich Bollnow (1903–1991), Stettin
- Bernard Bolzano (1781–1848), Prag (Cambridge; Macmillan2; Oxford 1995; Routledge 2000)
- Franz Brentano (1838–1907) (Cambridge; Macmillan2; Oxford 1995; Routledge 2000)
- Martin Buber (1878–1965) (Cambridge; Oxford 1995; Routledge 2000; Stanford)
- Ludwig Büchner (1824–1899) (Macmillan; Routledge 2000)
- Friedrich Ludewig Bouterweck (1766–1828), Oker
- Franz Brentano (1838–1917), Boppard
- Cay Baron von Brockdorff (1874–1946), Itzehoe
- Jan M. Broekman (* 1931), Voorburg, Niederlande
- Walter Brugger (1904–1990), Radolfzell am Bodensee
- Martin Buber (1878–1965), Wien
- Thomas Buchheim (* 1957), München

## C
- Rudolf Carnap (1891–1970), Ronsdorf (Cambridge; Macmillan2; Oxford 1995; Routledge 2000)
- Bernhard Casper (1931–2022)
- Ernst Cassirer (1874–1945), Breslau (Cambridge; Macmillan2; Oxford 1995)
- Volker Caysa (1957–2017), Leipzig
- Hermann Cohen (1842–1918), Coswig (Cambridge; Macmillan2; Oxford 1995)
- Hedwig Conrad-Martius (1888–1966), Berlin
- Christian August Crusius (1715–1775), Leuna (Cambridge; Macmillan2; Routledge 2000)
- Heinrich Czolbe (1819–1873) (Cambridge)

## D
- Max Dessoir (1867–1947) (Macmillan)
- Paul Deussen (1845–1919), Oberdreis
- Alwin Diemer (1920–1986), Eisenberg (Pfalz)
- Josef Dietzgen (1828–1888), Siegburg
- Wilhelm Dilthey (1833–1911), Wiesbaden (Cambridge; Macmillan2; Oxford 1995)
- Andreas Dorschel (* 1962), Wiesbaden
- Hans Driesch (1867–1941), Kreuznach
- Helene von Druskowitz (1856–1918), Hietzing bei Wien
- Karl Eugen Dühring (1833–1921), Berlin (Routledge 2000)
- Klaus Düsing (1940–2023)
- Adolf Dyroff (1866–1943), Damm

## E
- Johann Augustus Eberhard (1739–1809) (Macmillan2; Routledge 2000)
- Albert Einstein (1879–1955) (Macmillan)
- Friedrich Engels (1820–1895) (Oxford 1995)
- Julius Ebbinghaus (1885–1981), Berlin
- Hans Ebeling (* 1939), Braunschweig
- Ferdinand Ebner (1882–1931), Wiener Neustadt
- Meister Eckhart (*~1260–1328), Hochheim hoặc Tambach
- Friedrich Engels (1820–1895), Barmen
- Wilhelm K. Essler (* 1940), Groß Glockersdorf, Landkreis Troppau

## F
- Gustav Fechner (1801–1887) (Cambridge)
- Ferdinand Fellmann (1939–2019). Hirschberg im Riesengebirge
- Rafael Ferber (* 1950), Luzern
- Ludwig Andreas Feuerbach (1804–1872), Landshut (Cambridge; Macmillan2; Oxford 1995)
- Paul Feyerabend (1924–1994), Wien
- Immanuel Hermann Fichte (1796–1879), Jena
- Johann Gottlieb Fichte (1762–1814), Rammenau (Cambridge; Macmillan2; Oxford 1995)
- Eugen Fink (1905–1975), Konstanz
- Franz Fischer (1929–1970), Niederösterreich
- Kuno Fischer (1824–1907), Sandewalde
- Kurt Flasch (* 1930), Mainz
- Helmut Fleischer (1927–2012), Darmstadt
- Vilém Flusser (1920–1991), Prag
- Maximilian Forschner (* 1943), Reichling
- Rainer Forst (* 1964), Wiesbaden
- Manfred Frank (* 1945), Wuppertal
- Michael Franz (* 1937), Berlin
- Gottlob Frege (1848–1925), Wismar (Cambridge; Macmillan2; Oxford 1995; Routledge 2000)
- Gerhard Frey (1915–2002), Innsbruck
- Hermann Friedmann (1873–1957), Heidelberg
- Jakob Friedrich Fries (1773–1843), Jena (Macmillan2; Routledge 2000)
- Erich Fromm (1900–1980), Frankfurt a. M.
- Gerhard Funke (1914–2006), Leopoldshall

## G
- Hans-Georg Gadamer (1900–2002), Marburg (Cambridge; Macmillan2; Oxford 1995; Routledge 2000)
- Gerhard Gamm (* 1947), Darmstadt
- Christian Garve (1742–1798), Breslau
- Arnold Gehlen (1904–1976), Leipzig (Metzler)
- Kurt Gödel (1906–1978) (Oxford 1995)
- Johann Wolfgang von Goethe (1749–1832)[2][3]
- Johann Christoph Gottsched (1700–1766) (Macmillan2; Sassen)
- Petra Gehring (* 1961), Darmstadt
- Jean Gebser (1905–1973), Posen
- Joseph Geyser (1869–1948), Erkelenz
- Carl Friedrich Gethmann (* 1944), Essen
- Hermann Glockner (1896–1979), Fürth
- Karen Gloy (* 1941), Itzehoe
- Carl Göring (1841–1879), Leipzig
- Wilhelm Goerdt (1921–2014), Bochum
- Gerd-Günther Grau (1921–2016), Hamburg
- Eberhard Grisebach (1880–1945), Hannover
- Gotthard Günther (1900–1984), Arnsdorf
- Ute Guzzoni (* 1934), Greifswald

## H
- Jürgen Habermas (* 1929), Düsseldorf (Cambridge; Macmillan2; Routledge 2000)
- Ernst Haeckel (1834–1919), Potsdam (Macmillan2)
- Alois Halder (1928–2020), Ulm
- Johann Georg Hamann (1730–1788), Königsberg (Cambridge)
- Wolfgang Harich (1923–1995), Königsberg
- Dirk Hartmann (* 1964), Erlenbach am Main
- Karl Robert Eduard von Hartmann (1842–1906), Berlin (Cambridge; Macmillan; Oxford 1995)
- Nicolai Hartmann (1882–1950), Riga (Cambridge; Macmillan2; Oxford 1995)
- Georg Wilhelm Friedrich Hegel (1770–1831), Stuttgart (Macmillan2; Oxford 1995)
- Martin Heidegger (1889–1976), Meßkirch (Cambridge; Macmillan; Oxford 1995)
- Heinz Heimsoeth (1886–1975), Köln
- Klaus Hemmerle (1929–1994), Freiburg i. Br.
- Carl Gustav Hempel (1905–1997), Oranienburg (Cambridge; Macmillan2)
- Hans-Eduard Hengstenberg (1904–1998), Homberg
- Paul Hensel (1860–1930), Königsberg
- Johann Friedrich Herbart (1776–1841), Oldenburg (Cambridge; Macmillan2; Routledge 2000)
- Richard Herbertz (1878–1959), Köln
- Johann Gottfried von Herder (1744–1803), Mohrungen (Cambridge; Macmillan2; Oxford 1995)
- Heinrich Rudolf Hertz (1857–1894) (Macmillan2)
- Eugen Herrigel (1884–1955), Lichtenau (Baden)
- Jeanne Hersch (1910–2000), Genf
- Johannes Hessen (1889–1971), Lobberich
- Moses Hess (1812–1875), Bonn (Routledge 2000)
- David Hilbert (1862–1943) (Cambridge)
- Walter Hoeres (1928–2016), Gladbeck
- Otfried Höffe (* 1943), Leobschütz
- Norbert Hoerster (* 1937), Lingen
- Wolfram Hogrebe (* 1945), Warburg, Westfalen
- Alexander Hollerbach (1931–2020), Gaggenau (Baden)
- Hans Heinz Holz (1927–2011), Frankfurt am Main (Metzler)
- Harald Holz (* 1930) Freiburg im Breisgau
- Karl Holzamer (1906–2007), Frankfurt am Main
- Richard Hönigswald (1875–1947), Magyaróvár (Macmillan2)
- Max Horkheimer (1895–1973), Zuffenhausen (Cambridge; Macmillan2)
- Ernst Horneffer (1871–1954), Stettin
- Herbert Hörz (* 1933), Berlin
- Vittorio Hösle (* 1960), Mailand
- Christoph Hubig (* 1952), Saarbrücken
- Wilhelm von Humboldt (1767–1835), Potsdam (Oxford 1995)
- Edmund Husserl (1859–1938), Proßnitz (Cambridge; Macmillan2; Oxford 1995; Routledge 1998; Routledge 2000)

## I
- Christian Illies (* 1963), Bamberg
- Roman Ingarden (1893–1970) (Routledge 1998)

## J
- Friedrich Heinrich Jacobi (1743–1819), Düsseldorf (Macmillan2; Oxford 1995)
- Klaus Jacobi (* 1936), Köln
- Günther Jacoby (1881–1969), Königsberg
- Erich Jaensch (1883–1940), Breslau
- Peter Janich (1942–2016), München
- Karl Jaspers (1883–1969), Oldenburg (Cambridge; Macmillan2; Oxford 1995)
- Hans Jonas (1903–1993)[4]
- Wilhelm Jerusalem (1854–1923), Dřenitz,
- Karl Joël (1864–1934), Hirschberg/Schlesien
- Hans Jonas (1903–1993), Mönchengladbach

## K
- Friedrich Kambartel (1935–2022), Münster
- Wilhelm Kamlah (1905–1976), Hohendorf
- Immanuel Kant (1724–1804), Königsberg (Cambridge; Macmillan2; Oxford 1995; Routledge 2000)
- Hermann von Keyserling (1880–1946) (Macmillan2)
- Karl Kautsky (1854–1938), Prag
- Geert Keil (* 1963), Düsseldorf
- Ludwig Klages (1872–1956), Hannover (Macmillan2)
- Heinrich von Kleist (1771–1811) (Cambridge)
- Georg Klaus (1912–1974), Berlin
- Friedrich Klimke (1878–1924), Golleow
- Wolfgang Kluxen (1922–2007), Bensberg
- Martin Knutzen (1713–1751) (Macmillan2)
- Josef König (1893–1974), Kaiserslautern
- Panajotis Kondylis (1943–1998), Olympia
- Karl Korsch (1886–1961), Tostedt
- Victor Kraft (1880–1975), Wien
- Karl Christian Friedrich Krause (1781–1832), Eisenberg (Cambridge; Macmillan2)
- Felix Krueger (1874–1948) (Macmillan2)
- Oswald Kuelpe (1862–1915) (Macmillan2)
- Hermann Krings (1913–2004), Aachen
- Richard Kroner (1884–1974), Breslau
- Gerhard Krüger (1902–1972), Wilmersdorf b. Berlin
- Hans-Peter Krüger (* 1954), Potsdam
- Lothar Kühne (1931–1985), Berlin
- Eugen Kühnemann (1868–1946), Hannover
- Helmut Kuhn (1899–1991), Lüben
- Hans Küng (1928–2021), Luzern, Tübingen

## L
- Ernst Laas (1837–1885) (Macmillan2)
- Bernhard Lakebrink (1904–1991), Asseln bei Paderborn
- Johann Heinrich Lambert (1728–1777), Mülhausen (Cambridge; Macmillan2; Routledge 2000)
- Friedrich Albert Lange (1828–1875), Wald bei Solingen (Cambridge; Macmillan2; Routledge 2000)
- Emil Lask (1875–1915), Wadowice
- Adolf Lasson (1832–1917), Strelitz
- Gottfried Wilhelm Leibniz (1646–1716), Leipzig
- Hans Lenk (* 1935), Karlsruhe
- Gotthold Ephraim Lessing (1729–1781), Kamenz (Cambridge; Oxford 1995)
- Dieter Leisegang (1942–1973)
- Otto Liebmann (1840–1912) (Macmillan2)
- Theodor Lessing (1872–1933), Hannover
- Godehard Link (* 1944), Eickelborn
- Hans Lipps (1889–1941), Pirna
- Theodor Lipps (1851–1914), Wallhalben
- Hermann Lotze (1817–1881), Bautzen (Cambridge; Macmillan2; Oxford 1995)
- Kuno Lorenz (* 1932), Vachdorf
- Paul Lorenzen (1915–1994), Kiel (Routledge 2000)
- Karl Löwith (1897–1973), München (Metzler)
- Georg Lukács (1885–1971) (Cambridge; Macmillan2; Oxford 1995)
- Hermann Lübbe (* 1926), Aurich
- Rudolf Lüthe (* 1948), Wassenberg
- Heinrich Lützeler (1902–1988), Bonn
- Niklas Luhmann (1927–1998), Lüneburg
- Georg Lukács (1885–1971), Budapest
- Holger Lyre (* 1965), ?

## M
- Ernst Mach (1838–1916), Turas (Cambridge; Macmillan2; Routledge 2000)
- Dietrich Mahnke (1884–1939), Verden
- Heinrich Maier (1867–1933), Heidenheim an der Brenz
- Salomon Maimon (~1752–1800), Mir (Cambridge; Macmillan2)
- Philipp Mainländer (1841–1876), Offenbach am Main
- Siegfried Marck (1889–1957), Breslau
- Ernst Marcus (1856–1928), Kamen
- Herbert Marcuse (1898–1979), Berlin (Cambridge; Metzler)
- Giwi Margwelaschwili (1927–2020)
- Odo Marquard (1928–2015), Stolp
- Gottfried Martin (1901–1972), Bonn
- Karl Marx (1818–1883), Trier (Cambridge; Stanford)
- Georg Friedrich Meier (1718–1777) (Macmillan2)
- Friedrich Meinecke (1862–1954) (Macmillan2)
- Alexius Meinong (1853–1920) (Cambridge; Oxford 1995; Routledge 2000)
- Moses Mendelssohn (1729–1786) (Cambridge; Macmillan; Macmillan2; Oxford 1995)
- Ludwig von Mises (1881–1973)
- Fritz Medicus (1876–1956)
- Georg Mehlis (1878–1942), Hannover
- Moses Mendelssohn (1729–1786), Dessau
- Paul Menzer (1873–1960), Halle (Saale)
- Hans Meyer (1884–1966), Etzenbach
- Georg Misch (1878–1965), Berlin
- Jürgen Mittelstraß (* 1936), Düsseldorf
- Jacob Moleschott (1822–1893) (Macmillan2)
- Willy Moog (1888–1935), Neuengronau
- Max Müller (1906–1994), Offenburg
- Severin Müller (* 1942)

## N
- Arne Næss (1912–2009) (Oxford 1995)
- Herta Nagl-Docekal (1944), Wels, Oberösterreich
- Paul Natorp (1854–1924), Düsseldorf (Macmillan)
- Leonard Nelson (1882–1927), Berlin (Macmillan; Macmillan2)
- Friedrich Nietzsche (1844–1900), Röcken bei Lützen (Cambridge; Macmillan; Macmillan2; Oxford 1995)
- Novalis (1772–1801) (Cambridge)

## O
- Klaus Oehler (1928–2020), Solingen
- Otto-Peter Obermeier (* 1941), Zürich
- Traugott Oesterreich (1880–1949), Stettin
- Ernst Wolfgang Orth (* 1936), Bonn
- M. A. C. Otto (1918–2005), Freiburg i. Br.

## P
- Günther Patzig (1926–2018), Kiel
- Michael Pauen (* 1956), Krefeld
- Friedrich Paulsen (1846–1908), Langenhorn bei Niebüll (July 16, 1846–August 14, 1908)
- Herlinde Pauer-Studer (* 1953), Bludenz, Vorarlberg
- Annemarie Pieper (* 1941), Düsseldorf
- Helmuth Plessner (1892–1985), Wiesbaden (Macmillan)
- Otto Pöggeler (1928–2014), Attendorn
- Karl Popper (1902–1994), Wien (Cambridge; Macmillan; Oxford 1995)
- Richard David Precht (* 1964), Solingen
- Samuel von Pufendorf (1632–1694), Dorfchemnitz

## R
- Gustav Radbruch (1878–1949) (Routledge 2000)
- Günter Ralfs (1899–1960), Braunschweig
- Hans-Christoph Rauh (* 1939), Berlin und Greifswald
- Paul Rée (1849–1901) (Oxford 1995)
- Johannes Rehmke (1848–1930), Hainholz
- Jakob Friedrich Reiff (1810–1879), Vaihingen an der Enz
- Klaus Reich (1906–1996), Berlin
- Hans Reichenbach (1891–1953), Hamburg (Cambridge; Macmillan; Routledge 2000)
- Hermann Samuel Reimarus (1694–1768) (Cambridge; Macmillan)
- Adolf Reinach (1883–1917) (Routledge 2000)
- Carl Leonhard Reinhold (1757–1823), Wien (Cambridge; Macmillan)
- Josef Reiter (Philosoph) (* 1937), Újezd Svatého Kříže
- Heinrich Rickert (1863–1936), Danzig
- Alois Riehl (1844–1924), Bozen (Macmillan)
- Fritz-Joachim von Rintelen (1898–1979), Stettin
- Joachim Ritter (1903–1974), Münster
- Frithjof Rodi (* 1930), Pforzheim
- Heinrich Rombach (1923–2004), Freiburg
- Karl Rosenkranz (1805–1879), Magdeburg (Macmillan)
- Franz Rosenzweig (1886–1929), Kassel (Cambridge; Metzler; Oxford 1995)
- Kurt Röttgers (* 1944), Marienwerder, polnisch: Kwidzyn

## S
- Paul Sailer-Wlasits (* 1964), Wien
- Lothar Schäfer (1934–2020), ?
- Richard Schaeffler (1926–2019), München
- Maria Schätzle Pseudonym: M. A. C. Otto (1918–2005) lebte in Freiburg i. Br.
- Johannes Scheffler, genannt Angelus Silesius (1624–1677), Breslau (?)
- Claus-Artur Scheier (* 1942), Leipzig
- Max Scheler (1874–1928), München (Cambridge; Macmillan; Oxford 1995; Routledge 2000)
- Friedrich Wilhelm Joseph Schelling (1775–1854), Leonberg (Cambridge; Macmillan; Oxford 1995)
- Friedrich Schiller (1759–1805), Marbach am Neckar (Cambridge; Macmillan; Oxford 1995)
- Friedrich von Schlegel (1772–1829) (Cambridge; Macmillan)
- Friedrich Schleiermacher (1768–1834), Breslau (Cambridge)
- Annette Schlemm (* 1961), Bonn
- Moritz Schlick (1882–1936), Berlin (Macmillan; Oxford 1995)
- Wilhelm Schmid (* 1953), Billenhausen
- Michael Schmidt-Salomon (* 1967), Trier
- Wolfdietrich Schmied-Kowarzik (* 1939), Friedberg (Hessen)
- Herbert Schnädelbach (* 1936), Altenburg
- Artur Schneider (1876–1945), Neustadt/Oberschlesien
- Arthur Schopenhauer (1788–1860), Danzig (Cambridge; Macmillan; Oxford 1995; Routledge 2000)
- Rudolf Schottlaender (1900–1988)
- Burghart Schmidt (1942–2022)
- Gottlob Ernst Schulze (1761–1833), Heldrungen (Cambridge)
- Alfred Schütz (1899–1959) (Routledge 2000)
- Wilhelm Schuppe (1836–1913), Brieg
- Hermann Schwarz (1864–1951), Düren
- Oswald Schwemmer (* 1941), Hilden
- Thomas M. Seebohm (1934–2014), Gleiwitz, Oberschlesien
- Helmut Seidel (1929–2007), Leipzig
- Hans Rainer Sepp (* 1954), Rottenbuch, Oberbayern
- Ludwig Siep (* 1942), Solingen
- Gustav Siewerth (1903–1963), Hofgeismar
- Christoph von Sigwart (1830–1904), Tübingen (Macmillan)
- Heinrich Christoph Wilhelm von Sigwart (1789–1844), Remmingsheim
- Georg Simmel (1858–1918), Berlin (Cambridge; Routledge 2000)
- Josef Simon (1930–2016) Hupperath, Eifel
- Peter Sloterdijk (* 1947), Karlsruhe [5]
- Karl Wilhelm Ferdinand Solger (1780–1819) (Macmillan)
- Alfred Sohn-Rethel (1899–1990), Neuilly-sur-Seine
- Andreas Urs Sommer (* 1972), Zofingen
- Robert Spaemann (1927–2018), Berlin
- Afrikan Spir (1837–1890) (Cambridge)
- Oswald Spengler (1880–1936), Blankenburg
- Eduard Spranger (1882–1963), Berlin-Lichterfelde
- Werner Stegmaier (* 1946), Ludwigsburg
- Wolfgang Stegmüller (1923–1991), Innsbruck
- Edith Stein (1891–1942), Breslau
- Rudolf Steiner (1861–1925), Kraljevec (Macmillan)
- Bertrand Stern (* 1948)
- Max Stirner (nom de plume cho Johann Kaspar Schmidt; 1806–1856), Bayreuth (Cambridge; Macmillan; Oxford 1995)
- Helene Stöcker (1869–1943), Elberfeld (heute Wuppertal)
- Gustav Wilhelm Störring (1860–1946), Voerde
- David Friedrich Strauß (1808–1874), Ludwigsburg
- Leo Strauss (1899–1973), Kirchhain (Routledge 2000)
- Karl Stumpf (1848–1936) (Macmillan)
- Elisabeth Ströker (1928–2000), Dortmund
- Wilhelm Szilasi (1889–1966), Budapest

## T
- Ilmar Tammelo (1917–1982), Narva, Estland
- Bernhard H. F. Taureck (* 1943), Hildesheim
- Jacob Taubes (1923–1987), Wien
- Gustav Teichmüller (1832–1888), Braunschweig (Cambridge)
- Johannes Nikolaus Tetens (1736–1807) (Cambridge; Macmillan; Routledge 2000)
- Christian Thiel (* 1937), Neusalz an der Oder
- Martina Thom (1935–2019), Leipzig
- Johannes Thyssen (1892–1968), Langenberg (Rheinland)
- Elfriede Walesca Tielsch (1910–1993), Pommern
- Christian Thomasius (1655–1728), Leipzig (Macmillan; Sassen)
- Ernst Troeltsch (1865–1923) (Cambridge; Routledge 2000)
- Ernst Topitsch (1919–2003), Wien
- Peter Trawny (* 1964), Gelsenkirchen
- Ernst Tugendhat (1930–2023), Brünn, nhà triết học phân tích hàng đầu, sách về chủ nghĩa Aristote, Heidegger, đạo đức học

## U
- Ferdinand Ulrich (1931–1920), Odrau, ngày nay là Odry, Tschechien

## V
- Hans Vaihinger (1852–1933), Nehren (Cambridge; Macmillan; Oxford 1995; Routledge 2000)
- Johannes Maria Verweyen (1883–1945), Till
- Friedrich Theodor Vischer (1807–1887) (Macmillan)
- Eric Voegelin (1901–1985), Köln
- Johannes Volkelt (1848–1930), Kunzendorf

## W
- Richard Wahle (1857–1935), Wien (Macmillan)
- Bernhard Waldenfels (* 1934), Bochum
- Max Weber (1864–1920) (Macmillan)
- Ferdinand Weinhandl (1896–1973), Judenburg
- Otto Weininger (1880–1903)
- Wilhelm Weischedel (1905–1975), Frankfurt am Main
- Christian Hermann Weisse (1801–1866)
- Carl Friedrich von Weizsäcker (1912–2007), Kiel
- Albrecht Wellmer (1933–2018), Bergkirchen
- Bernhard Welte (1906–1983), Meßkirch
- Max Wentscher (1862–1942), Graudenz
- Hermann Weyl (1885–1955) (Macmillan)
- Wolfgang Wieland (Philosoph) (1933–2015), Heidenheim an der Brenz
- Lambert Wiesing (* 1963), Ahlen
- Wilhelm Windelband (1848–1915), Potsdam (Cambridge; Macmillan)
- Richard Wisser (1927–2019), Worms
- Ludwig Wittgenstein (1889–1951), Wien (Cambridge; Macmillan; Oxford 1995)
- Dieter Wittich (1930–2011), Leipzig
- Günter Wohlfart (* 1943), Frankfurt a. M.
- Erik Wolf (1902–1977), Biebrich
- Jean-Claude Wolf (* 1953)
- Christian Wolff (1679–1754), Breslau (Cambridge; Macmillan; Oxford 1995; Routledge 2000; Sassen)
- Max Wundt (1879–1963), Leipzig
- Wilhelm Wundt (1832–1920) (Cambridge; Macmillan; Routledge 2000)
- Peter Wust (1884–1940), Rissenthal

## Z
- Eduard Zeller (1814–1908), Kleinbottwar (Macmillan)
- Rainer E. Zimmermann (* 1951), Berlin
- Rudolf Zocher (1887–1976), Großenhain
- Volker Zotz (* 1956), Luxemburg
- Klaus Zweiling (1900–1968), Berlin